# Spaßguerilla
Mit Spaßguerilla (von spanisch guerilla = Kleinkrieg) bezeichneten seit den späten 1960er Jahren zuerst Sponti-Linke ihre Aktionen: unter anderem Fakes, Unsichtbares Theater oder das Bewerfen von Prominenten mit Torten.

## Geschichte
Die Spaßguerilla geht zurück auf provokative und phantasievolle politische Happenings, insbesondere der West-Berliner Kommune 1 und ihrer Protagonisten Fritz Teufel, Dieter Kunzelmann oder Rainer Langhans, die im Rahmen der Studentenrevolten der 68er-Bewegung (vgl. auch Außerparlamentarische Opposition und Studentenbewegung) versuchten, mit neuen, alternativen Formen des Zusammenlebens und gemeinsamen politischen Handelns zu experimentieren. Ein späterer Vertreter war unter anderem das Berliner Büro für ungewöhnliche Maßnahmen.
Aus der Sponti-Linken entstanden, agierte die Spaßguerilla in ihrer Militanz lustbetont, lebensbejahend und antiautoritär. Damit hoben sie sich – durchaus gezielt – von den restriktiven Umgangsformen der K-Gruppen und Antiimperialisten und dem, aus Uruguay von den Tupamaros importierten, Stadtguerilla-Konzept der RAF ab und vertraten im Grunde eher anarchistische Ideale.
Aus der Sponti-Szene und Spaßguerilla ging die heute noch aktive Szene der Autonomen bzw. der Autonomen Gruppen hervor, die sich in den Neuen Sozialen Bewegungen, wie beispielsweise in der Antifa, der Hausbesetzerbewegung, der Friedensbewegung oder bei den Atomkraftgegnern einbringen.
Eine späte Folge der Spaßguerilla dürfte die Aufnahme des Shanghaier Kugelfischabkommens in die hessischen Koalitionsvereinbarungen von 1985 gewesen sein.
Im 21. Jahrhundert wurde der Begriff für die Online-Kultur und Netzaktivisten angewendet, insbesondere auf Anonymous und deren Abspaltung LulzSec.

## Schreibweise
Die spanische und englische Schreibweise ist „guerrilla“ mit zwei r; hingegen schreibt man auf Dänisch, Deutsch, Französisch, Norwegisch und Schwedisch „Guerilla“ mit einem r.
Fritz Teufel veröffentlichte im April 1980 ein Buch mit dem in lautgetreuer Schreibweise geschriebenen Titel Märchen aus der Spaßgerilja mit lj und ohne u.